# Dawie de Villiers
Pour les articles homonymes, voir Villiers.
Dawie de Villiers, de son vrai nom Dawid Jacobus de Villiers, né le 10 juillet 1940 à Burgersdorp (Afrique du Sud) et mort le 23 avril 2022 à Stellenbosch, est un ancien joueur de rugby à XV sud-africain et un homme politique sud-africain. 
Après avoir été demi de mêlée avec l'équipe d'Afrique du Sud, il entame une carrière politique qui le mènera au parlement et au gouvernement sud-africain.
Membre du parti national et de l'Afrikaner Broederbond, il est d'abord député de la circonscription de Johannesburg-Ouest (1972-1979), ambassadeur d'Afrique du Sud au Royaume-Uni (1979) puis député de Piketberg (1981-1996). Il est ensuite ministre de l'Industrie, du Commerce et du Tourisme (1980-1986), du Budget et des Affaires sociales (1986-1988), de la fonction publique et des Privatisations (1988-1989) dans les gouvernements de Pieter Botha puis ministre de l'Énergie et des Mines (1989-1991), des Entreprises publiques (1989-1994) et de la Coordination économique (1991-1992) dans les gouvernements de  Frederik de Klerk ainsi que ministre de l'Environnement et du Tourisme (1994-1996) dans le  gouvernement de Nelson Mandela. 
En 1997, il devient membre de la direction de l'organisation mondiale du tourisme dont il a été le secrétaire général adjoint de 1998 à 2005 avant d'être nommé, entre autres, au poste de conseiller spécial auprès du Secrétaire général pour les Affaires d'éthique.

## Biographie

### Origines et études
Dawie de Villiers est originaire du Cap-Oriental. Il est le fils de Cornelius Valkenberg de Villiers, un employé des chemins de fer sud-africain qui fut un cadre du parti national et le député de la circonscription de Vasco de 1953 à 1961. 
Il est diplômé en philosophie et en théologie de l'université de Stellenbosch et de l'université afrikaans du Rand. En 1962, il dirige le conseil des étudiants de l'université de Stellenbosch. Il est alors considéré comme un étudiant gauchiste, opposé aux politiques du parti national au pouvoir alors que son père est à l'époque membre du cabinet ministériel sud-africain. Pourtant, c'est au parti national que le jeune de Villiers finit par adhérer. 
Marié en 1964 à Suzaan Mangold, il a 4 enfants. 

### Carrière sportive
Dawie de Villiers fut sélectionné pour jouer avec la Western Province, les Boland Cavaliers, avant de finir sa carrière avec le Transvaal. Il effectua son premier test match avec les Springboks le 21 juillet 1962 à l’occasion d’un match contre les Lions britanniques. 
Son dernier test match date du 12 septembre 1970 contre l'équipe de Nouvelle-Zélande.
Il fut 22 fois capitaine de l'équipe d'Afrique du Sud.
De Villiers termina sa carrière internationale en disputant aussi un match avec le XV du Président le 17 avril 1971 contre l'Angleterre.

#### Palmarès
- 25 sélections avec l'équipe d'Afrique du Sud
- Sélections par années :  2 en 1962, 4 en 1965, 4 en 1967, 6 en 1968, 3 en 1969, 6 en 1970

### Carrière politique
Il mena une carrière politique intense des années 1970 jusqu'aux années 1990. 
Élu député de Johannesburg-West sous les couleurs du parti national (au pouvoir), réélu en 1974 et 1977, porte-parole pour les affaires étrangères du parti national, il quitte le parlement en avril 1979 pour devenir ambassadeur d'Afrique du Sud à Londres.
En octobre 1980, il devient ministre du commerce et de l'industrie dans le gouvernement de Pieter Botha. L'année suivante, candidat dans la circonscription du quartier de Gardens au Cap, il est battu par Ken Andrews, le candidat du parti fédéral progressiste. Il s'agit alors de la première défaite d'un ministre en exercice depuis 1948. Il devient néanmoins membre du parlement pour la circonscription de Piketberg. 
En tant que ministre de l'industrie et du commerce, il fait autoriser la vente d'alcool aux noirs dans les bars et créé le South African Tourist Board. En 1989, il devient ministre de l'énergie et des entreprises publiques ainsi que chef du parti national de la province du Cap. Chef de la délégation du parti national à la CODESA (convention pour une Afrique du Sud démocratique), il fut l'un des trois ministres en postes du parti national à passer du gouvernement de Frederik de Klerk à celui de Nelson Mandela en 1994. Il met fin en 1996 à sa carrière politique à la suite du retrait du parti national du gouvernement d'union nationale. 
En mars 1997, il entre à la direction de l'organisation mondiale du tourisme (UNWTO/OMT) dont il est le secrétaire général adjoint de janvier 1998 à décembre 2005. 
Il occupe par la suite au sein de l'OMT les fonctions de président du comité de stratégies, de président du Comité Mondial de l’éthique dans le tourisme et de conseiller spécial auprès du Secrétaire général pour les Affaires d'éthique.